# M75 APC

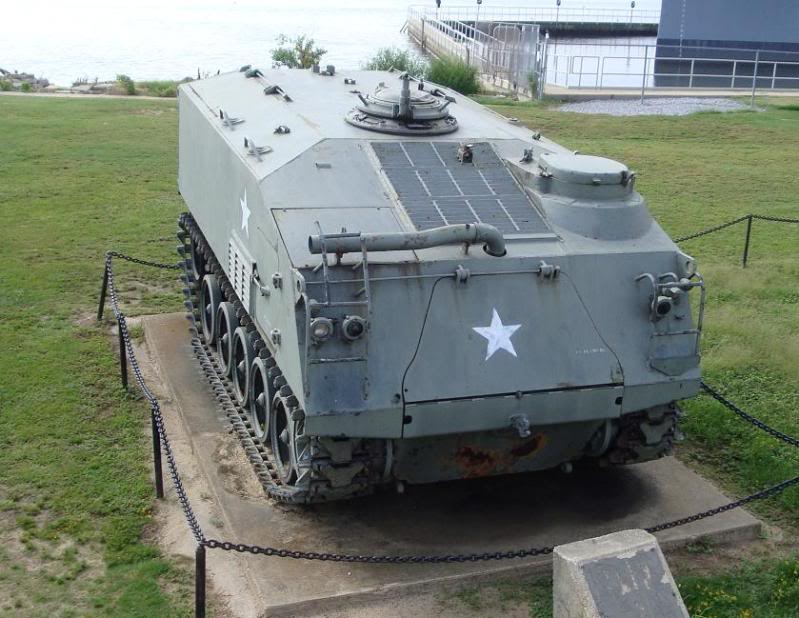
M75 Armored personnel carrier

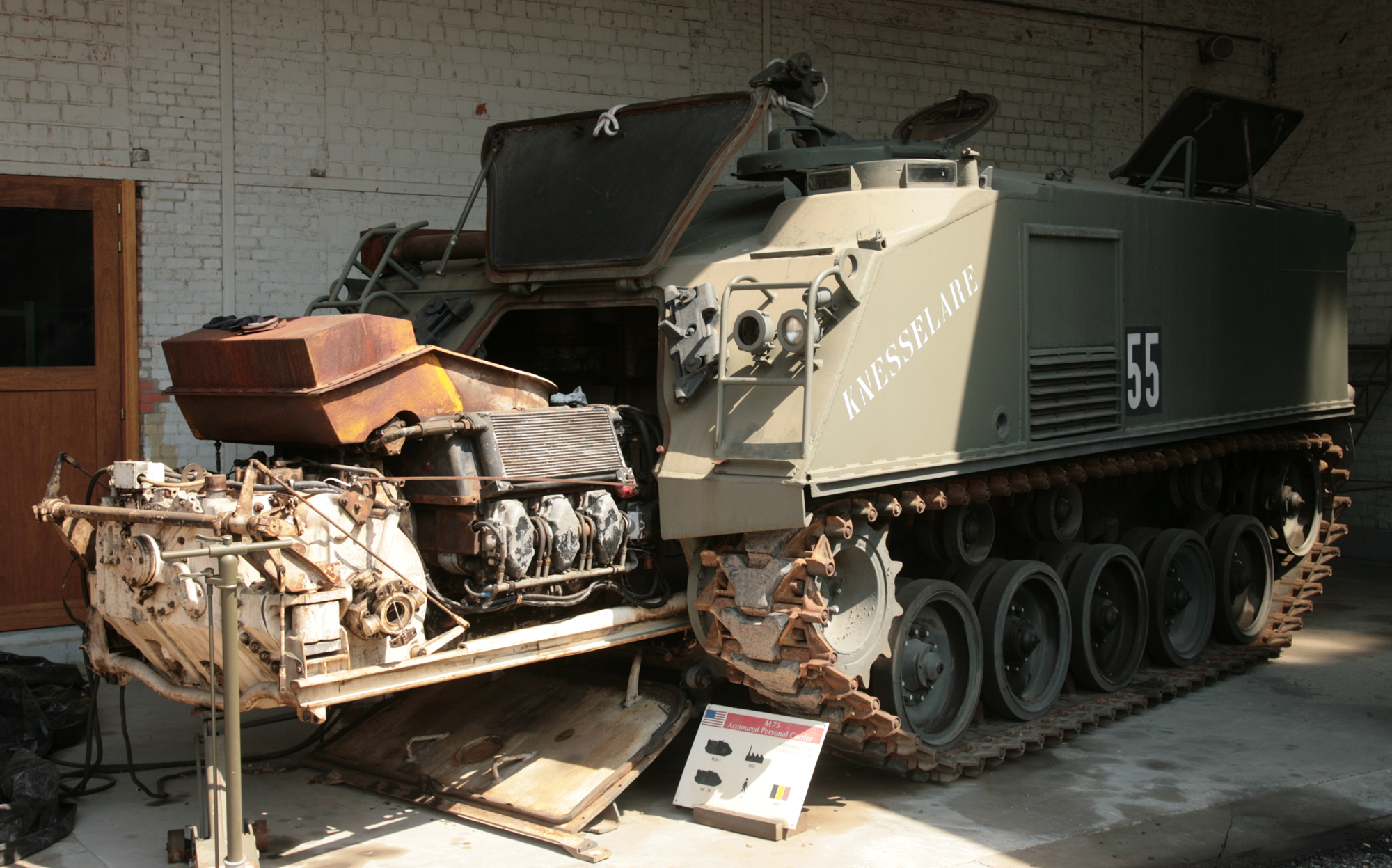
M75 im Armeemuseum Brüssel

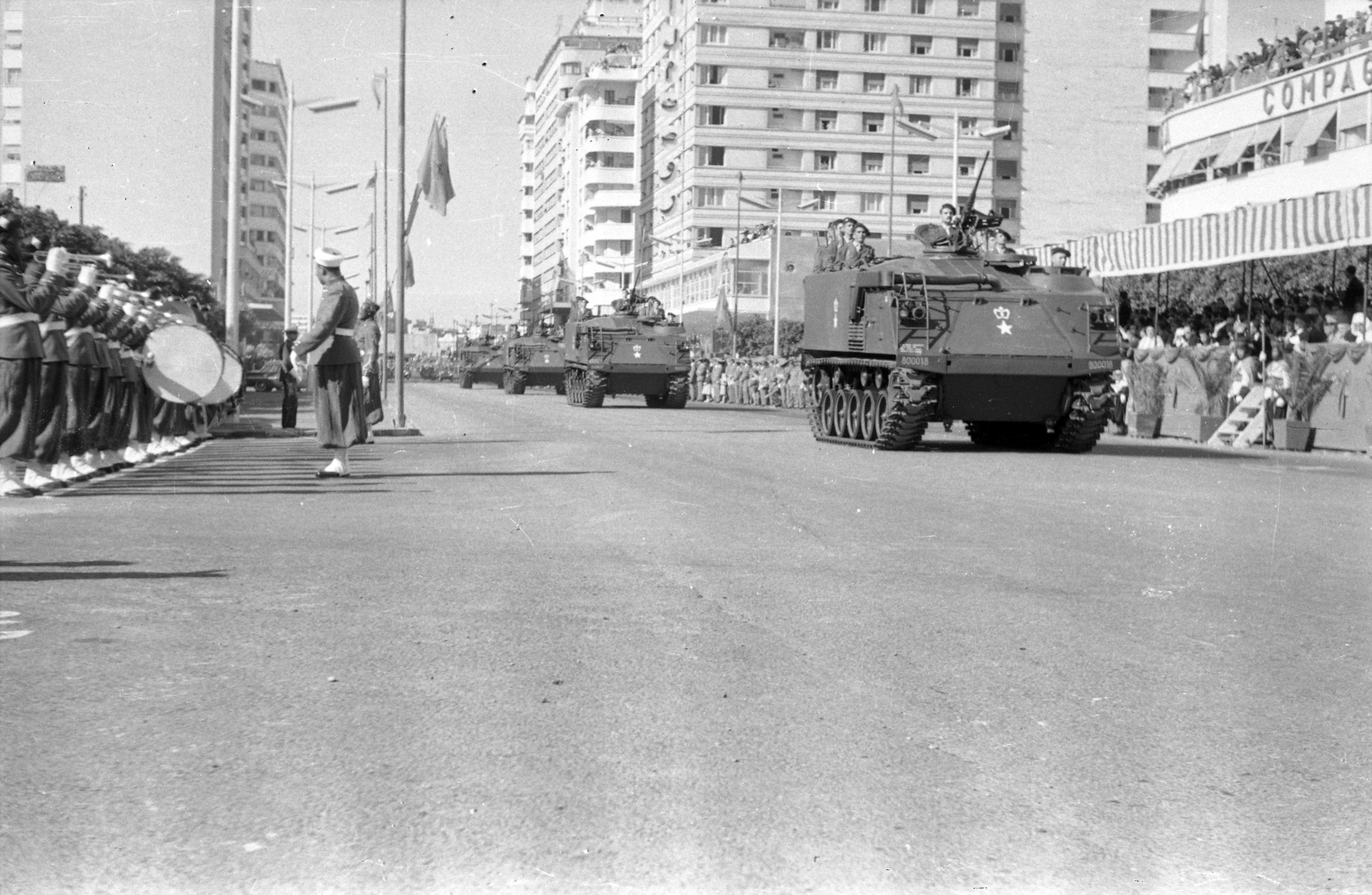
Marokkanische Armeeparade 1960.

Der M75 war ein Mannschaftstransportwagen  (engl. Armored personnel carrier, APC) und der erste Vollketten-Mannschaftstransportwagen der US Army nach dem Zweiten Weltkrieg.
Nach der Einführung der neuen Panzergenerationen M24 Chaffee / M26 Pershing gegen Ende des Krieges hatte sich herausgestellt, dass der bisherige als Mannschaftstransportwagen eingesetzte M3 den gestiegenen Anforderungen nicht mehr gewachsen war. Bedingt durch die immer schneller werdenden Kampfpanzer war das Halbkettenfahrzeug wegen des bei derartigen Geschwindigkeiten überforderten Laufwerksystems nicht mehr in der Lage, diesen auf dem Gefechtsfeld zu folgen. Dazu kam noch der verminderte Schutz der Besatzung durch den nach oben offenen Kampfraum.

## Geschichte
Im September 1945 forderte die Truppe daher erstmals einen Nachfolger in der Form eines Vollkettenfahrzeuges, das eine Transportkapazität von zwölf Mann haben sollte und auch als Späh- und Befehlspanzer Verwendung finden konnte. Es sollten dafür die bereits in größerer Mengen vorhandenen Fahrgestelle der leicht gepanzerten Zugmaschine M8 Tractor verwendet werden. Bei der International Harvester Company begann 1946 die Entwicklung unter der Bezeichnung T18; vier Prototypen wurden gebaut. Weitere Verbesserungen führten zum T18E und T18E2, der dann ab 1951 produziert und ab 1952 eingeführt wurde. Unter der Bezeichnung M75 wurden von Harvester und FMC bis 1954 insgesamt 1729 Stück gefertigt. Man verwendete auch Baugruppen (z. B. das Laufwerk) des während dieser Zeit gleichzeitig produzierten Spähpanzers M41 Walker Bulldog. Während der Erprobungsphase wurden unterschiedliche Bewaffnungen getestet; so ferngesteuerte Maschinengewehre in Einfach- und Zwillingslafetten.

## Beschreibung
Der M75 verfügt über eine geschweißte Wanne mit Frontantrieb. Der Fahrer saß links neben Motor und Getriebe. Der Mannschaftsraum besaß zwei Luken im Dach und eine Doppeltür im Heck. Das Fahrzeug ist nicht schwimmfähig und ein Tiefwaten ist nur mit Zusatzausrüstung möglich. Die sehr hohe Form erinnert stark daran, dass als Basis eine Artilleriezugmaschine verwendet wurde.

## Technische Daten
| Schützenpanzer M75          | Schützenpanzer M75                               |
| --------------------------- | ------------------------------------------------ |
| Technische Daten            |                                                  |
| Einführungsjahr:            | 1952                                             |
| Besatzung:                  | Kommandant, Fahrer, 10 Infanteristen             |
| Maße                        |                                                  |
| Panzerung:                  | 9,5–25,4 mm                                      |
| Länge:                      | 5190 mm,                                         |
| Breite:                     | 2840 mm                                          |
| Höhe:                       | 3040 mm                                          |
| Gefechtsmasse:              | 18,8 t                                           |
| Antrieb                     |                                                  |
| Motorleistung:              | 217 kW (295 PS) bei 2660/min                     |
| Motor:                      | Continental AO-895-4; 6 Zylinder, luftgekühlt    |
| Fahrbereich (Straße):       | ca. 185 km                                       |
| Geschwindigkeit:            | 71 km/h                                          |
| Kletterfähigkeit:           | ca. 0,46 m                                       |
| Grabenüberschreitfähigkeit: | ca. 1,68 m                                       |
| Steigfähigkeit:             | 60 %                                             |
| Bodendruck:                 | 0,57 kg/cm²                                      |
| Kette:                      | Scharnierkette mit auswechselbaren Gummipolstern |
| Watfähig:                   | bis 1,22 m                                       |
| Tiefwatfähig:               | bis 2,03 m                                       |
| Schwimmfähig:               | nein                                             |
| ABC-Schutz:                 | nein                                             |
| Bewaffnung:                 |                                                  |
| Hauptbewaffnung:            | 1 Maschinengewehr Browning M2 12,7 mm            |
| Sekundärbewaffnung:         | keine                                            |
| Munitionsvorrat:            | 1800 Schuss                                      |

## Beurteilung
Obwohl der Panzer gegenüber dem M3 erhebliche Verbesserungen aufwies, war er keine befriedigende Lösung. Die Silhouette war viel zu hoch, das Fahrzeug war nicht schwimmfähig und besaß noch keinen ABC-Schutz. Dazu kamen die enormen Kosten, der Preis für das Fahrzeug lag bereits 1952 um 100.000 US-Dollar höher als für den M113 zehn Jahre später. Keine der ursprünglich geforderten Varianten kam über die Planungsphase hinaus.
Bei der US Army blieb der M75 nur kurze Zeit im Dienst und wurde dann bereits ab 1954 durch den M59 APC ersetzt. Lediglich die belgische Armee verwendete ihn noch bis in die siebziger Jahre.

## Verwendet
- Vereinigte Staaten
- Belgien (771 in 1976)[1]
- Marokko